# اولریش کلاوس
اولریش کلاوس (انگلیسی: Ulrich Klaes؛ زادهٔ ۱ فوریهٔ ۱۹۴۶) بازیکن هاکی روی چمن اهل آلمان غربی بود.